# دين توماس
دين توماس (بالإنجليزية: Dean Thomas)‏ (19 ديسمبر 1961 في المملكة المتحدة - ) هو مدرب كرة قدم ولاعب كرة قدم بريطاني في مركز الهجوم. لعب مع فورتونا دوسلدورف ونوتس كاونتي ونادي ويمبلدون وهنكلي يونايتد ‏ ونادي إلفيس وBedworth United F.C. ‏ ونادي نورثامبتون تاون.

## وصلات خارجية
- دين توماس على موقع قاعدة بيانات كرة القدم.إي يو (الإنجليزية)
- دين توماس على موقع بيانات كرة القدم. دي إي (الألمانية)
- دين توماس على موقع Soccerbase.com (لاعب) (الإنجليزية)
- دين توماس على موقع عالم كرة القدم.نت (الإنجليزية)